# Ordy Garrison
Ordy Garrison est un batteur et percussionniste américain.

## Biographie
Ordy Garrison est un batteur associé au mouvement du Denver Sound. Il est membre fondateur de Wovenhand, groupe créé par David Eugene Edwards en parallèle à 16 Horsepower, et membre du Slim Cessna's Auto Club. Il collabore également avec Jay Munly et Tarentella. Le 5 juillet 2023, le groupe Wovenhand avec lequel il collaborait annonce le décès du batteur. Celui-ci serait intervenu le matin du 4 juillet 2023, des suites d'une crise cardiaque.

## Discographie
Avec Wovenhand
- 2003 : Blush Music  et  Blush Music (original score) (pour le spectacle Blush d'Ultima Vez)
- 2004 : Consider the Birds
- 2005 : Puur (pour le spectacle d'Ultima Vez)
- 2006 : Mosaic
- 2008 : Ten Stones
- 2010 : The Threshingfloor
- 2012 : Live at Roepaen (premier album public)
- 2012 : The Laughing Stalk
- 2014 : Refractory Obdurate
- 2016 : Star Treatment

Avec Slim Cessna's Auto Club
- 2000 : Always Say Please and Thank You
- 2008 : Cipher

Avec Jay Munly
- 2002 : Jimmy Carter Syndrome

Avec Tarentella
- 2005 : Esqueletos (sur Dark Horse)